# Aer Lingus
Aer Lingus [ˈeɪr ˈlɪŋɡəs] ist die nationale Fluggesellschaft Irlands mit Sitz in Dublin und Basis auf dem Flughafen Dublin. Sie ist eine Tochtergesellschaft der International Airlines Group. Firmenlogo ist das dreiblättrige Kleeblatt Shamrock, ein irisches Nationalsymbol.

## Geschichte

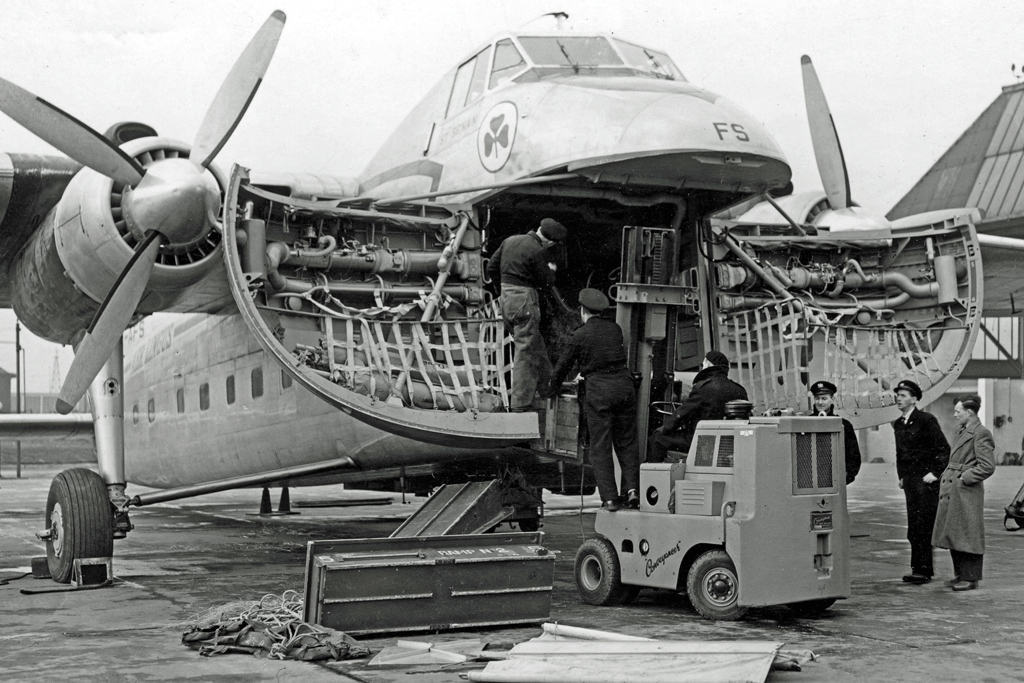
Bristol 170 der Aer Lingus im Jahr 1952

### Gründung und erste Jahre
Aer Lingus wurde am 22. Mai 1936 unter dem Namen Aer Lingus Teoranta mit einem Startkapital von 100.000 Pfund Sterling gegründet. Die Hauptanteilseigner waren die irischen Unternehmer Sean O’Madhaigh und Thomas J. Flynn. Der Name Aer Lingus entstand durch eine teilweise Anglisierung des irischen Wortes aerloingeas (ˈeːɾˌlɪŋɡəs) (deutsch „Luftflotte“). Mit der Leitung der Gesellschaft wurde Sean Ó hUadhaigh beauftragt. Die Aufnahme des Flugbetriebs erfolgte am 27. Mai 1936 mit einer sechssitzigen De Havilland DH.84 Dragon, die auf einer Linienstrecke zwischen dem Militärflugplatz Baldonnel südwestlich von Dublin und dem englischen Bristol zum Einsatz kam.
Im Jahr 1940 zog Aer Lingus auf den neuen Flughafen Dublin nördlich der Stadt um und eröffnete mit Douglas DC-3 eine Verbindung nach Liverpool. Während des Zweiten Weltkriegs wurden alle Linienflüge außer einer Inlandsverbindung nach Shannon eingestellt. Am 9. November 1945 nahm die Gesellschaft ihren internationalen Verkehr mit einer Verbindung nach London wieder auf. Durch das Inkrafttreten eines neuen Verkehrsabkommens zwischen Irland und Großbritannien konnte Aer Lingus die Anzahl ihrer Flüge von Dublin nach London ab dem 1. Juli 1946 deutlich erhöhen. Hierzu bestellte sie im Herbst 1946 sieben Vickers Viking. Zudem konnte die Gesellschaft ab dem 1. August 1948 eine neue über Belfast geführte Verbindung von Dublin nach Glasgow eröffnen sowie gleichzeitig Linienflüge zwischen Shannon und London aufnehmen.

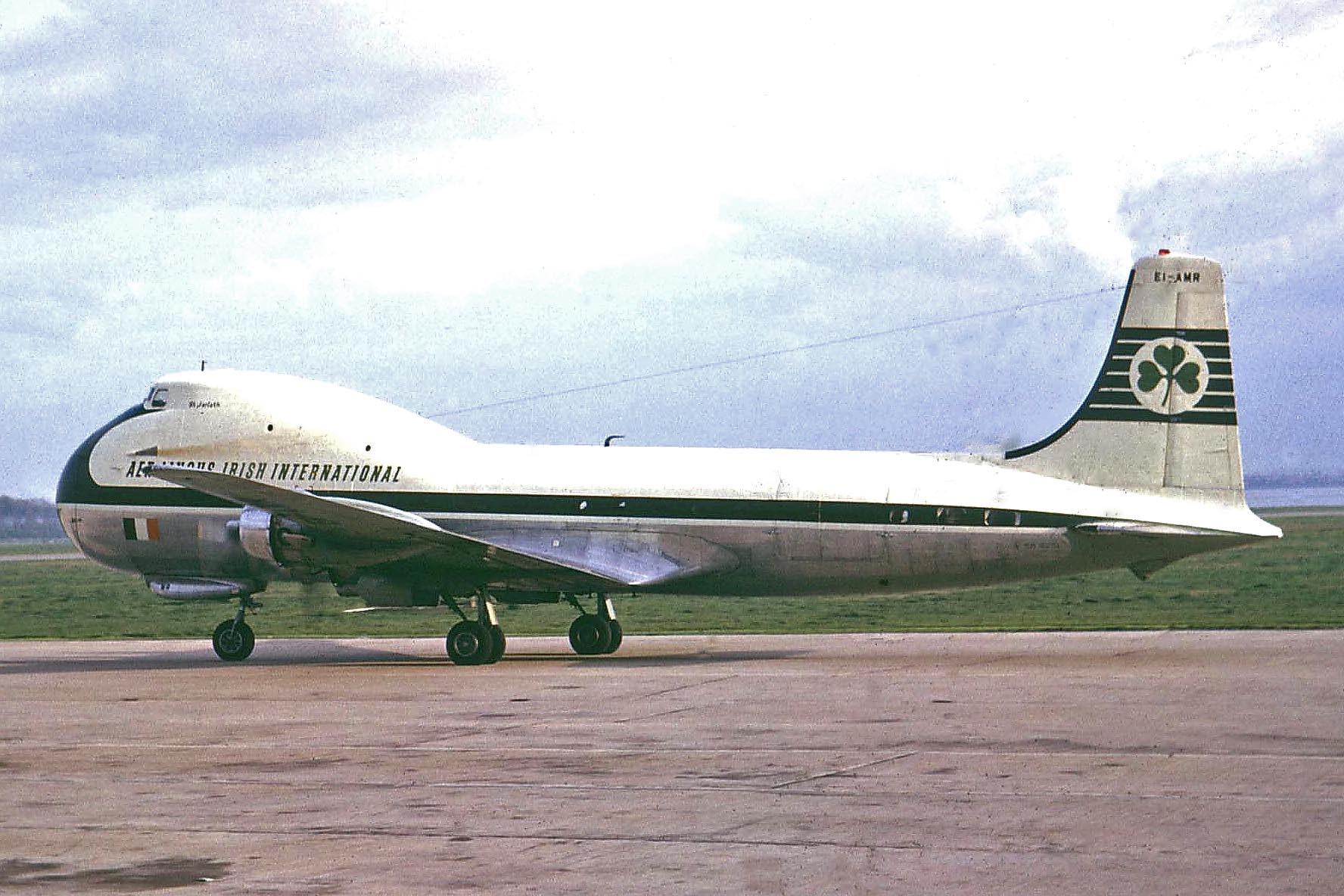
Aviation Traders ATL-98 der Aer Lingus im Jahr 1963

Aerlínte Éireann Teoranta wurde 1947 als Gesellschaft für transatlantische Flüge nach New York gegründet; wegen finanzieller Probleme konnte der Dienst aber erst 1958 mit drei von der amerikanischen Gesellschaft Seaboard And Western angemieteten Lockheed Super Constellation aufgenommen werden. Am 1. Januar 1960 wurde Aerlínte Éireann Teoranta in Aer Lingus – Irish International Airlines umbenannt.
In den 1940er- und 1950er-Jahren erweiterte Aer Lingus ihr europäisches Streckennetz um Verbindungen nach Brüssel, Amsterdam und Rom, die mit Vickers Viscount 707 geflogen wurden. Seit dieser Zeit ist die Farbe Grün das Markenzeichen der Gesellschaft, außerdem wurden 1945 die ersten Flugbegleiter eingestellt. Ab 1952 wurden vier Bristol 170 in Dienst gestellt.
Die 1963 von Aer Lingus in Dienst gestellten Aviation Traders ATL-98, die neben Passagieren auch bis zu fünf PKW transportieren konnten, brachten keinen wirtschaftlichen Erfolg.

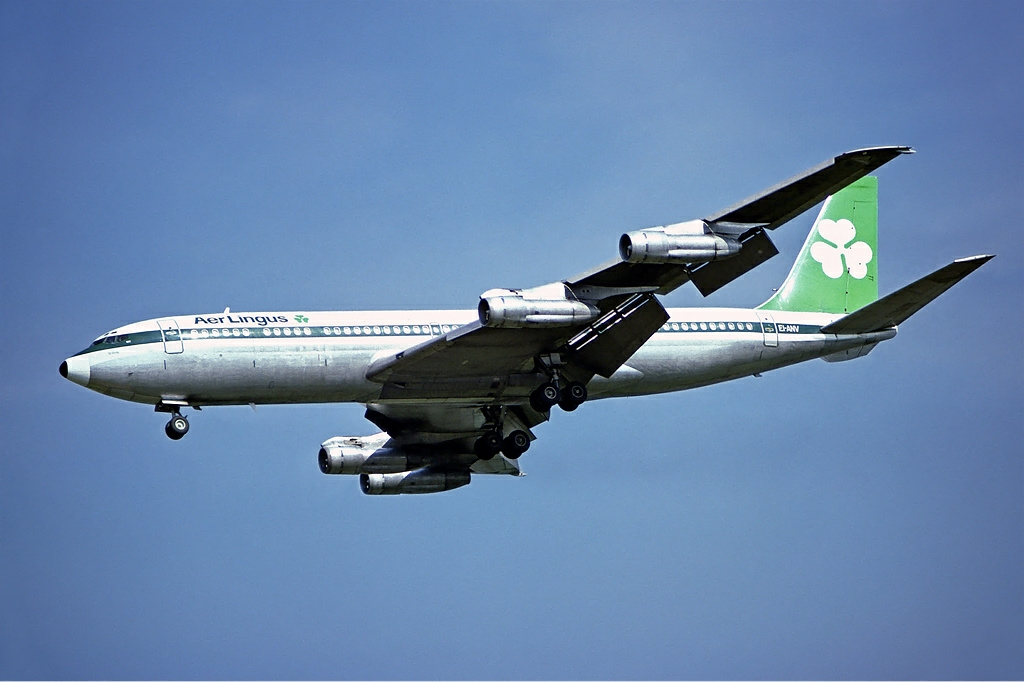
Boeing 707 der Aer Lingus im Jahr 1977

### Aer Lingus im Jet-Zeitalter

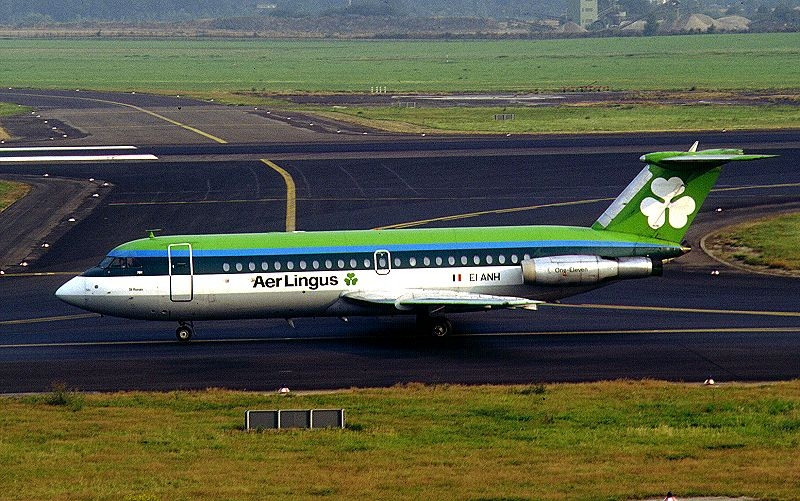
BAC 1-11 der Aer Lingus im Jahr 1989

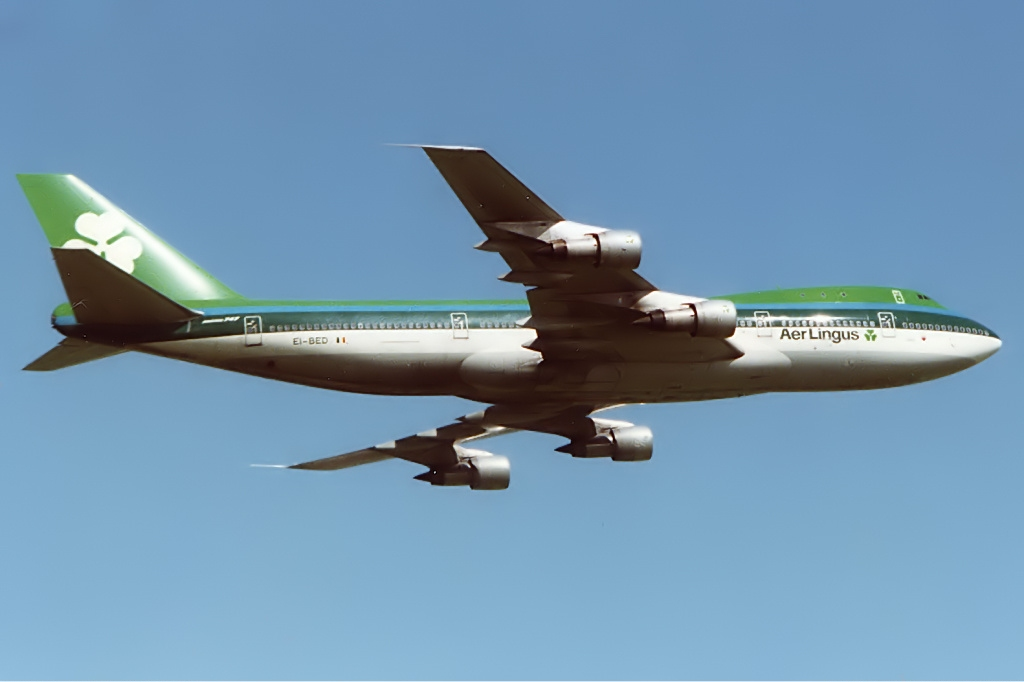
Boeing 747-130 der Aer Lingus im Jahr 1988, die ehemalige Lufthansa D-ABYC

Das Jet-Zeitalter begann für Aer Lingus am 14. Dezember 1960, als drei Boeing 720 auf den Routen nach New York und Boston in Dienst gestellt wurden, die aber bereits 1964 gegen die größeren Boeing 707 ausgetauscht wurden. Auf europäischen Routen wurden ab 1965 BAC 1-11 auf der Route zwischen Dublin/Cork und Paris eingesetzt. Eine neue Bemalung der Maschinen zeigte ab 1965 auf den Seitenleitwerken ein weißes Kleeblatt und über den Fenstern die Aufschrift „Aer Lingus – International“; ab 1974 wurde der Zusatz „International“ weggelassen.
Die ersten Boeing 737-200 wurden auf der hochfrequentierten Strecke zwischen Dublin und London mit großem Erfolg eingesetzt, weswegen Maschinen dieses Typs auch bald auf allen europäischen Strecken der Aer Lingus Verwendung fanden.
Ab 1968 wurden Flüge von Belfast in Nordirland nach New York eingerichtet, die aber trotz guter Auslastung schon bald wieder eingestellt wurden, als die gewaltsamen Unruhen in Nordirland begannen; sie wurden erst in den 1990er-Jahren via Shannon wieder aufgenommen. Von 1970 an wurden auf den transatlantischen Routen der Aer Lingus zunächst zwei Boeing 747-100 eingesetzt, zu denen später noch eine dritte hinzu kam. Weil Aer Lingus ihre Boeing 747 nur saisonal auslasten konnte, wurden sie zeitweise auch für andere Fluggesellschaften im Flugzeugleasing betrieben, unter anderem für Air Siam und Air Jamaica.
In den 1980er-Jahren befand sich Aer Lingus in einer schweren Krise, die erst durch die Reorganisation der Fluggesellschaft und der Erneuerung der Flotte gelöst werden konnte.
Mit Aer Lingus Commuter, einer hundertprozentigen Tochtergesellschaft, die 1984 gegründet wurde, flog Aer Lingus Ziele auf Kurzstrecken in Irland und England an, die nicht mit Strahlflugzeugen bedient wurden, sondern mit fünf in Belfast gebauten Short 360 und sechs Fokker 50. Mit dem Erwerb der Aktienmehrheit von Aer Turas stieg Aer Lingus Mitte der 1980er-Jahre ins Luftfrachtgeschäft ein. Die BAC 1-11 und die Boeing 737-200 wurden von Mitte/Ende der 1980er-Jahre bis 1992 komplett durch 737-300, -400 und -500 ersetzt. Bei Aer Lingus Commuter, die 2001 in die Muttergesellschaft eingegliedert wurde, traten vier Saab 340B an die Stelle der in die Jahre gekommenen Short 360.
Nachdem der Airbus A330 am 29. April 1994 eine ETOPS-120-Zulassung bekommen hatte, konnte mit diesem Flugzeugtyp eine optimierte und wirtschaftlichere Route auf Langstreckenverbindungen geflogen werden. Aer Lingus war die erste Fluggesellschaft, die diesen Flugzeugtyp nach ETOPS-Regeln einsetzte. Es wurden typischerweise Transatlantikrouten geflogen. Die Airbus-Maschinen ersetzten die nur von 1991 bis 1994 eingesetzten Boeing 767-300ER und die 747-100, die in 25 Jahren über acht Millionen Passagiere über den Atlantik befördert hatten.

### 2000er Jahre

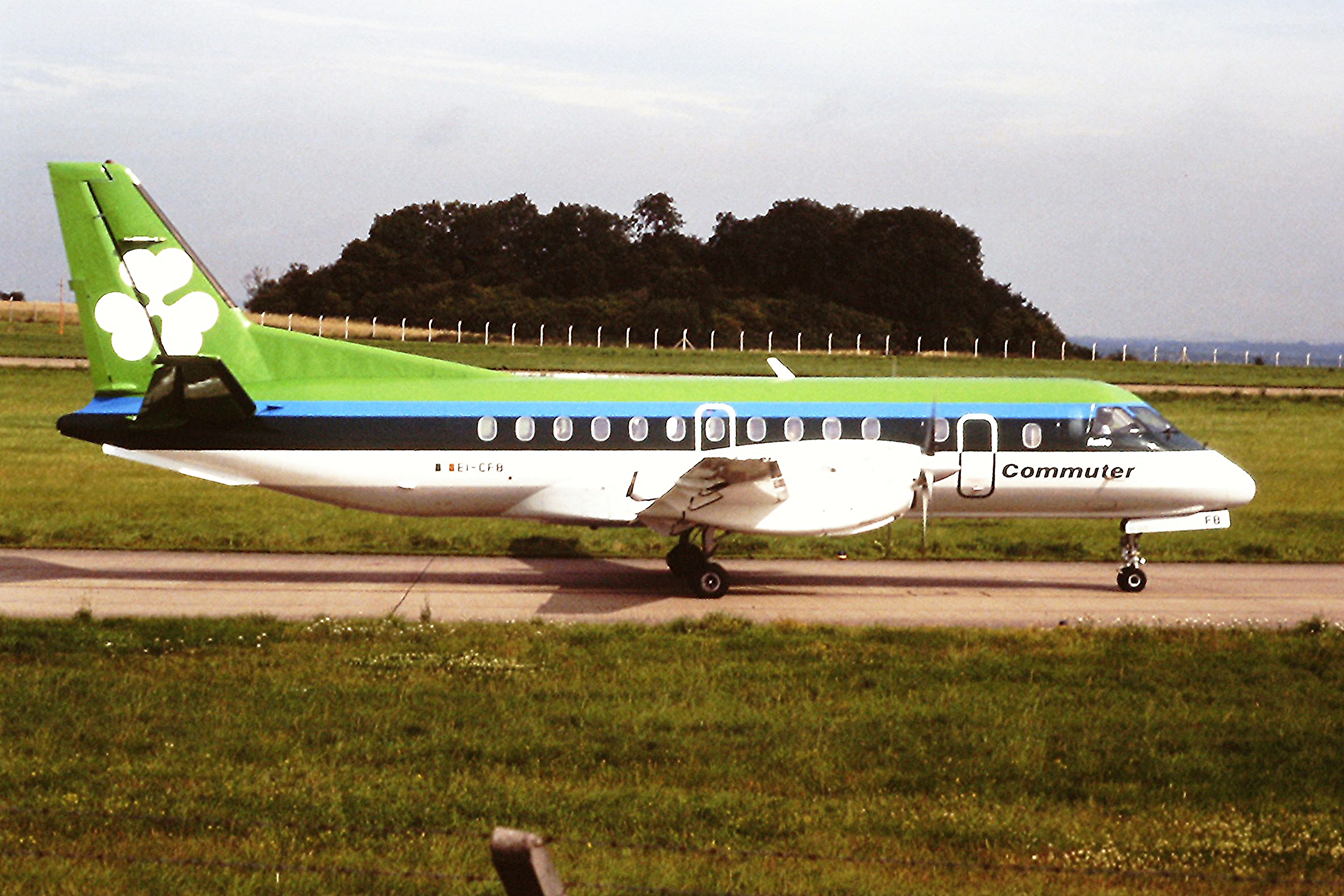
Saab 340 der Aer Lingus im Jahr 1992

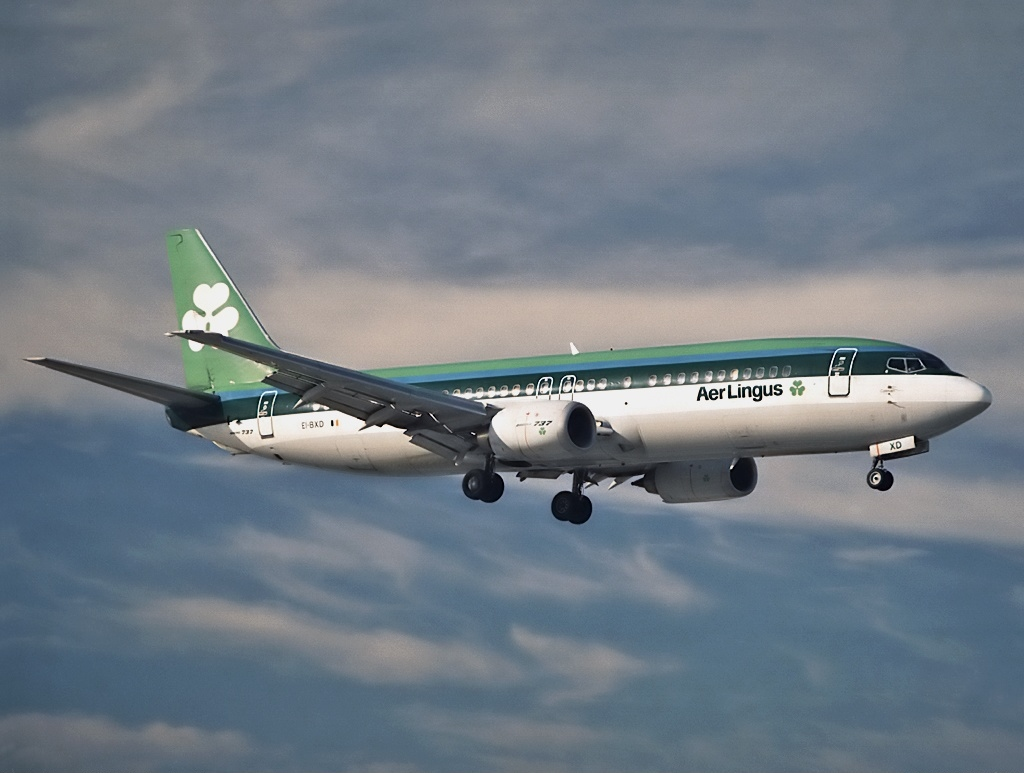
Boeing 737-400 der Aer Lingus im Jahr 1999

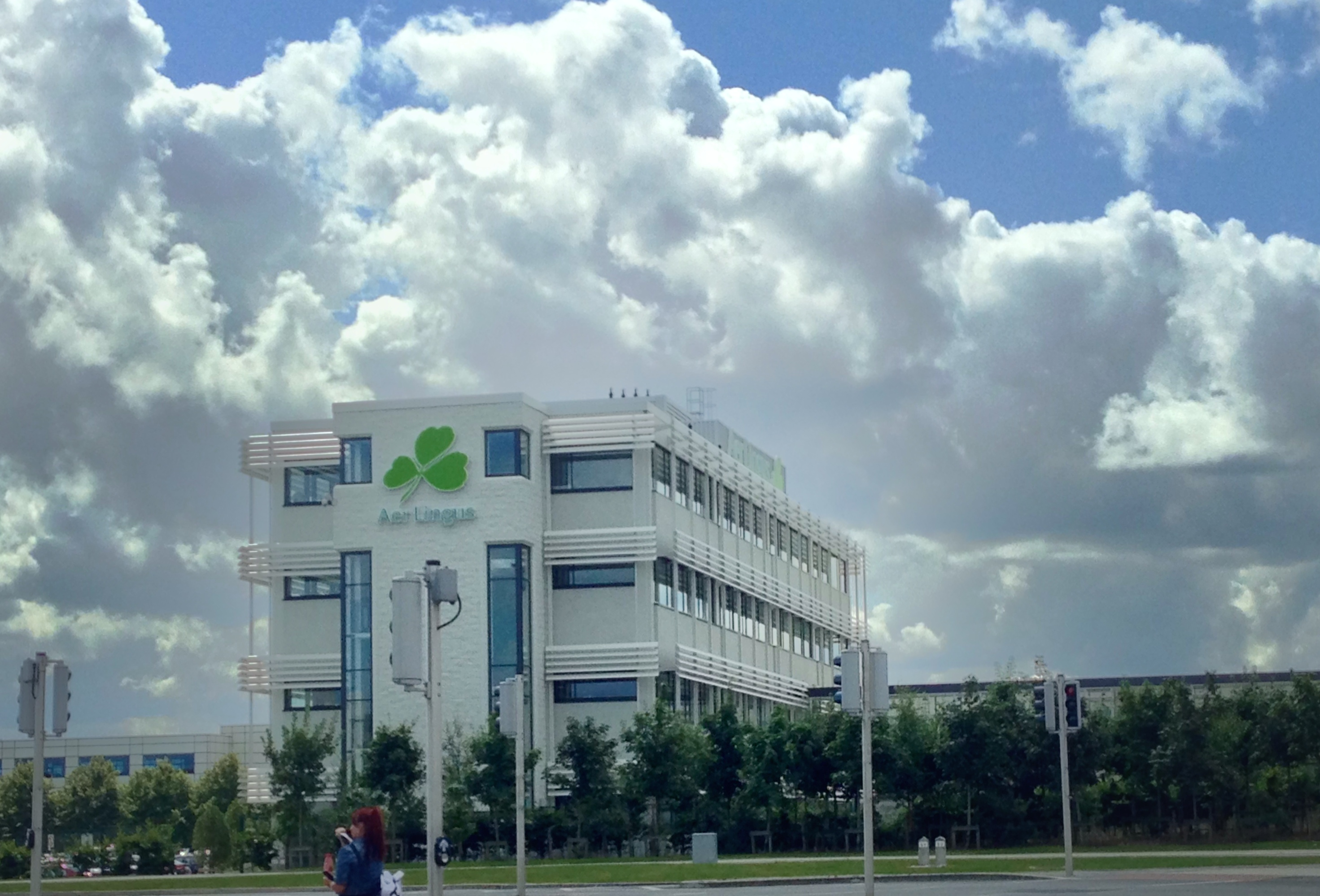
Sitz der Aer Lingus in Dublin

Wie für fast alle Fluggesellschaften brachten die Terroranschläge am 11. September 2001 auch für die Aer Lingus einen spürbaren Einbruch bei den Buchungen. Die Folge waren die Einstellung bestimmter Routen, die Stilllegung von Flugzeugen und Entlassungen. In der Folge überdachte man die Firmenpolitik und orientierte sich zeitweise an Billigfluggesellschaften wie Ryanair und easyJet; im Zuge dieser Bemühungen wurde das innereuropäische Netz ausgebaut und das Preismodell angepasst. Flüge in die USA blieben allerdings im Angebot. Die Privatisierung der Fluggesellschaft in absehbarer Zukunft wurde eine Option.
Im Sommer 2005 erhielt Aer Lingus aus den Händen des irischen Verkehrsministers die Auszeichnung „Airline of the Year 2005“, die jährlich vom Luftverkehrsrat der irischen Handelskammer vergeben wird. Bereits 2003 war sie mit dieser Auszeichnung geehrt worden. Der damalige Vorsitzende der Aer Lingus, John Sharman, nahm die Auszeichnung entgegen und sah darin eine Anerkennung der verbesserten Leistungen seiner Fluggesellschaft, die ein Plus von 18 Prozent bei den Passagierbuchungen seit dem gleichen Zeitpunkt des vergangenen Jahres verbuchen konnte.
Im Mai 2006 gab Aer Lingus durch eine Pressemitteilung bekannt, dass die Gesellschaft die Luftfahrtallianz Oneworld verlassen werde, um sich künftig mehr auf die eigenen Stärken zu konzentrieren. Diesen Schritt vollzog Aer Lingus am 1. April 2007.
Ende August 2006 gab Aer Lingus bekannt, im September an die Börse zu gehen. Dabei handelte es sich um die London Stock Exchange und die Irish Stock Exchange in Dublin. Ziel war die Aufstockung des Kapitals, um neue Zielorte ins Programm aufnehmen zu können.
Am 5. Oktober 2006, kurz nach dem Börsendebüt, gab die ebenfalls irische Ryanair ein Übernahmeangebot in Höhe von 1,5 Mrd. Euro für die Aer Lingus ab. Am 27. Juni 2007 untersagte die EU-Kommission die Übernahme von Aer Lingus durch Ryanair aufgrund der andernfalls entstehenden marktbeherrschenden Position speziell bei Flügen von und nach Dublin. Ryanair erwarb jedoch mit der Zeit einen größeren Minderheitsanteil von letztlich 29,82 Prozent an Aer Lingus.
Im Dezember 2008 gab Ryanair zum zweiten Mal ein Angebot für Aer Lingus ab. Man wolle 748 Millionen Euro für den Mitbewerber ausgeben, etwa die Hälfte des vorherigen Angebots aus dem Jahr 2006. Aer Lingus und die meisten seiner Anteilseigner – einschließlich des irischen Staates – lehnten das Angebot als zu niedrig ab. Ende Januar 2009 zog Ryanair die Offerte wieder zurück.
Im Herbst 2009 übernahm der ehemalige Flugvorstand der TUI Travel, Christoph Müller, den Posten als CEO, um die von der Wirtschaftskrise getroffene Gesellschaft wieder in die Gewinnzone zu bringen. Dazu wurden unprofitable Strecken gestrichen und die Mitarbeiter einer zehnprozentigen Gehaltskürzung unterworfen.

### Seit 2010

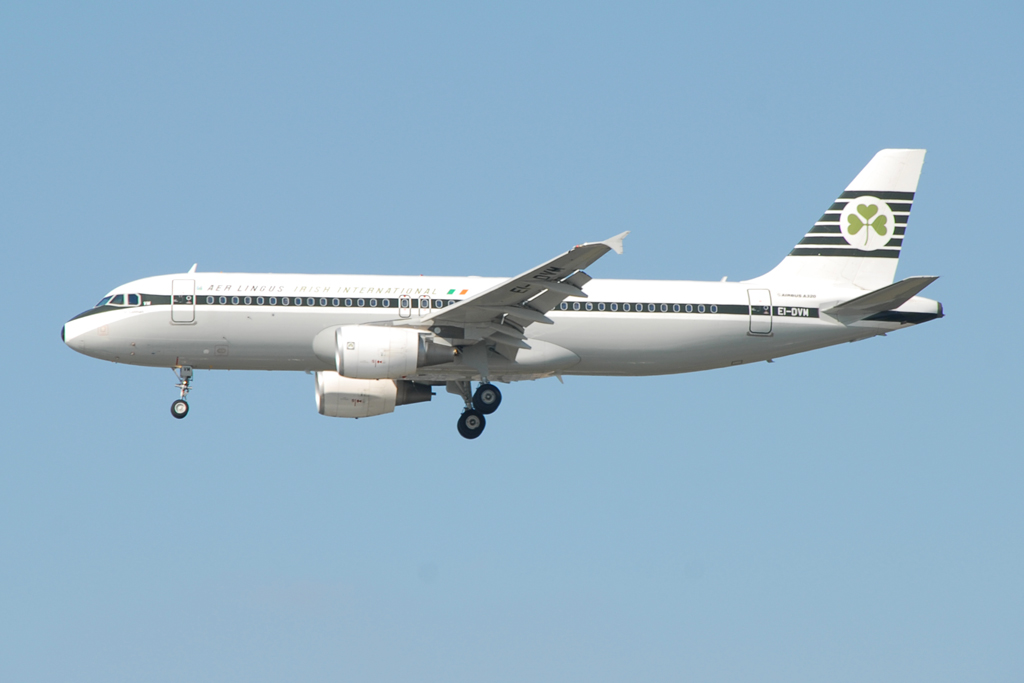
Airbus A320-200 der Aer Lingus in Retrobemalung

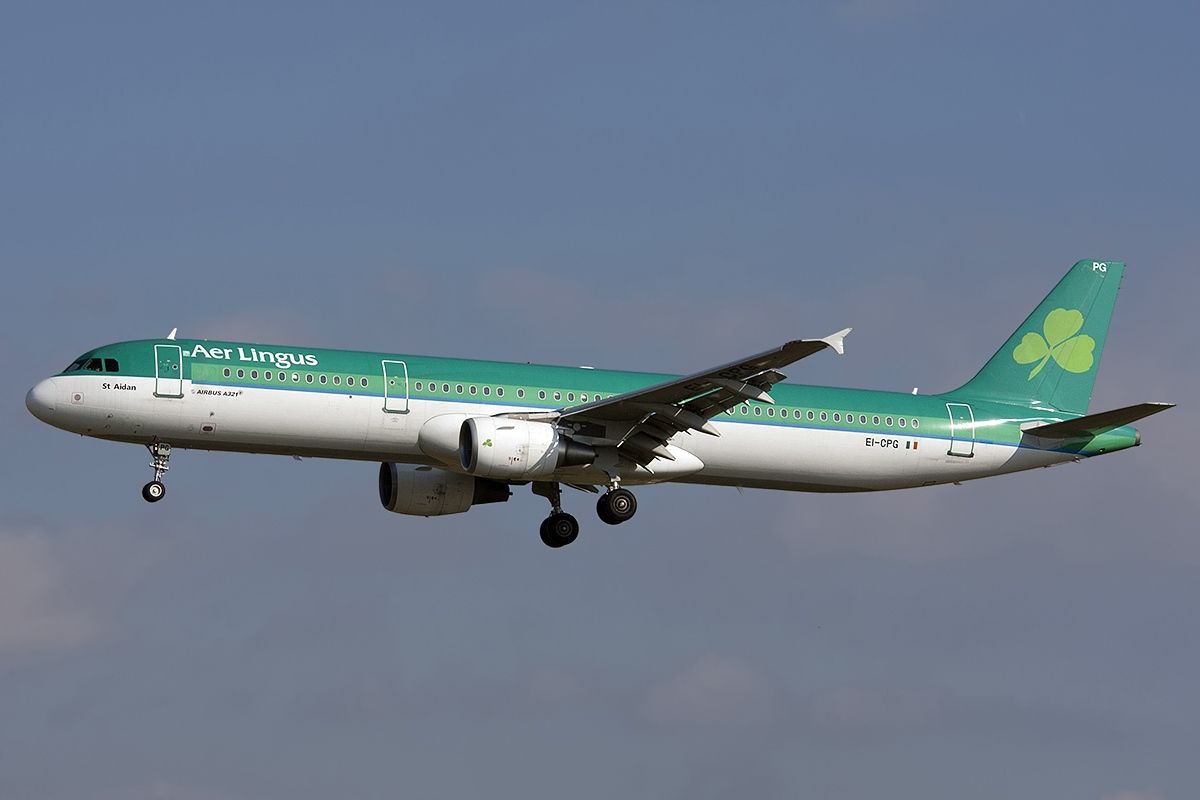
Airbus A321-200 der Aer Lingus im alten Farbschema

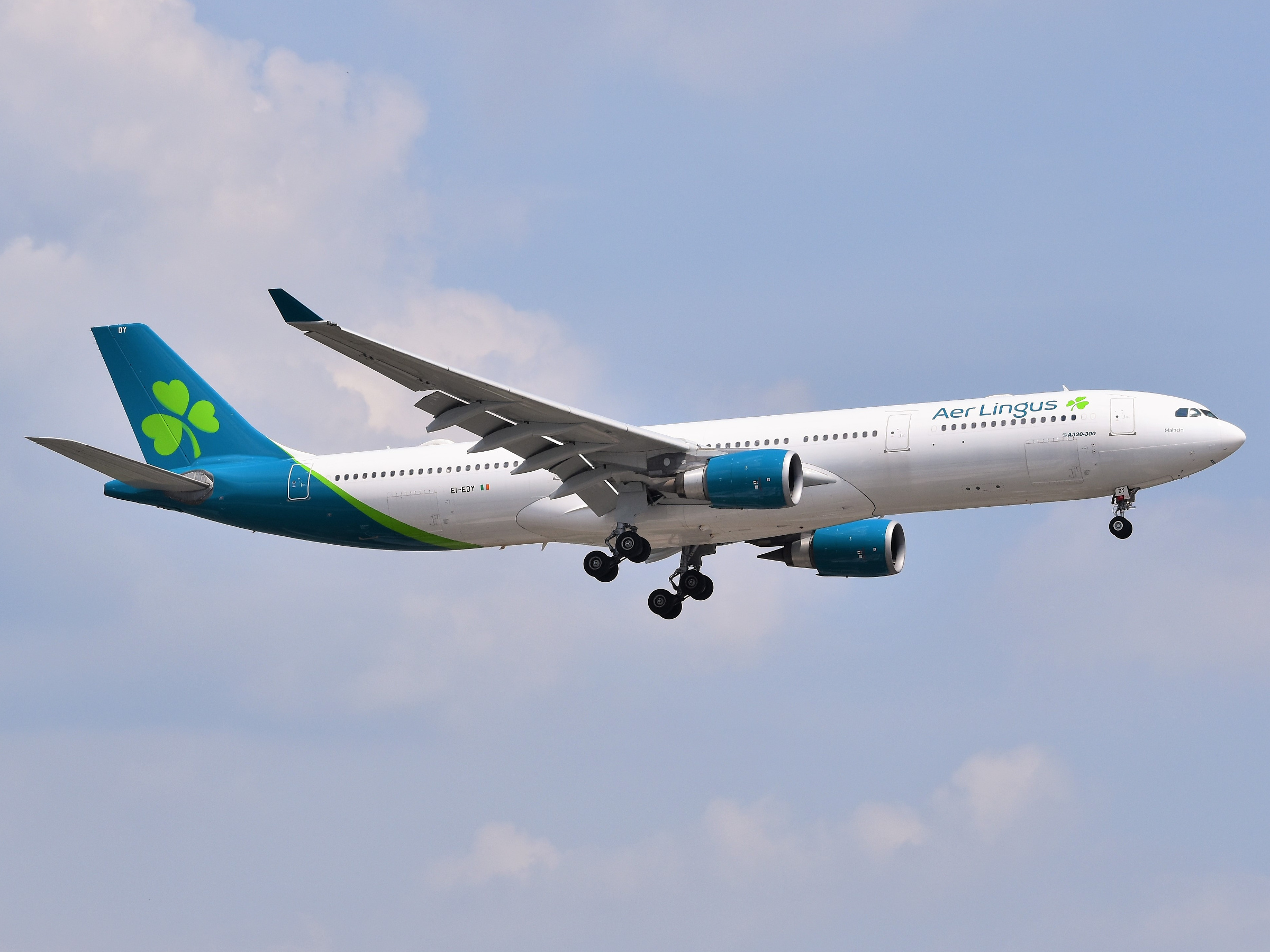
Airbus A330-300 der Aer Lingus

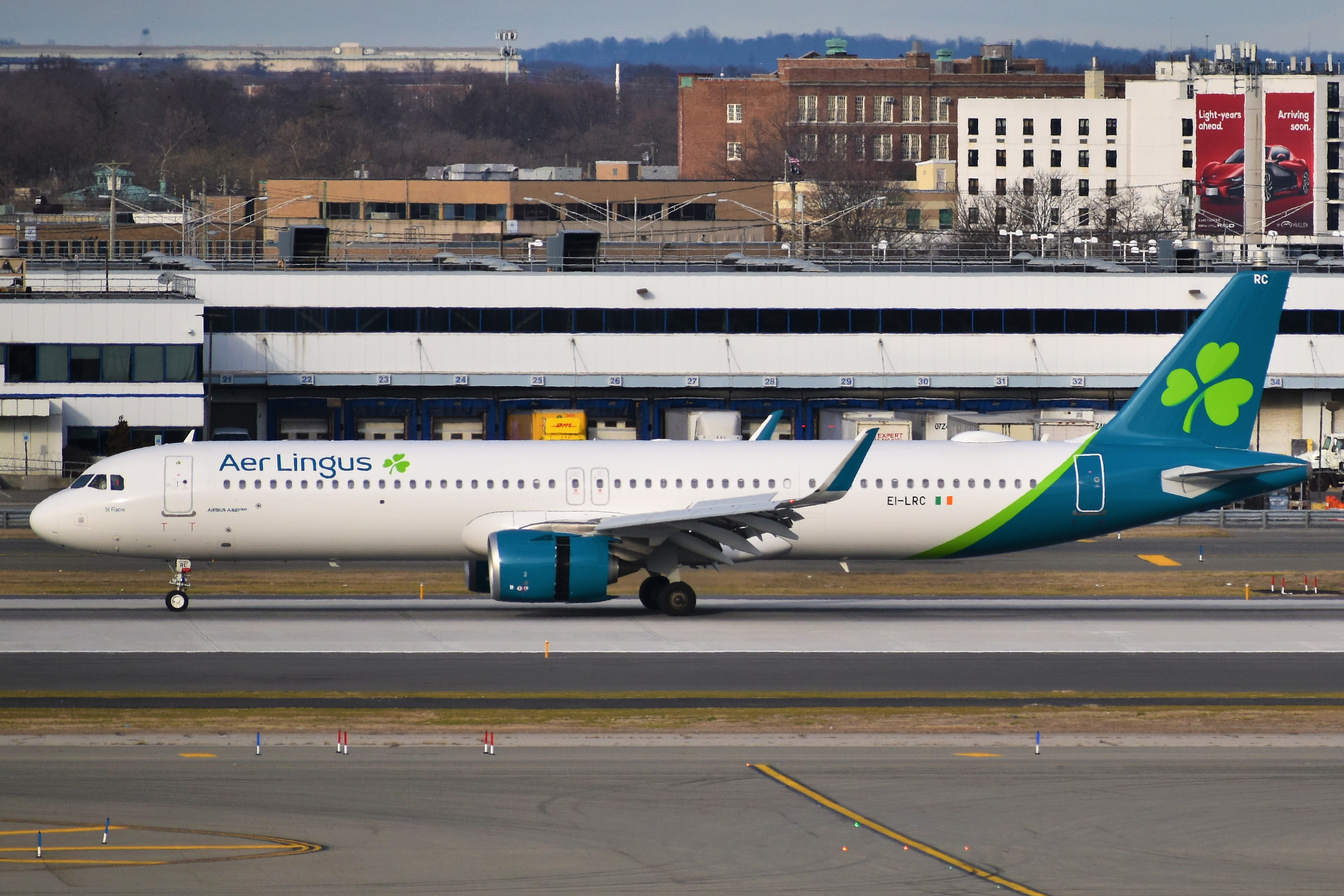
Airbus A321LR der Aer Lingus

Im Januar 2010 schloss Aer Lingus ein Abkommen mit Aer Arann ab und bediente zwölf der regionalen Strecken der Aer Lingus für diese unter der Marke Aer Lingus Regional. Am 11. Juni 2021 wurde der Flugbetrieb von Aer Lingus Regional durch den Betreiber Stobart Air eingestellt. 2010 kehrte man darüber hinaus – nach dreistelligen Millionenverlusten in den beiden vorhergehenden Jahren – wieder in die Gewinnzone (nach Steuern betrachtet) zurück.
Seit der Eröffnung des neuen Terminal 2 am Flughafen Dublin im November 2010 hat Aer Lingus ihre Flüge nach und nach dorthin verlagert; seit Frühjahr 2011 betreibt Aer Lingus alle Flüge nur noch vom Terminal 2 aus. Im Frühjahr 2011 beging Aer Lingus ihr 75-jähriges Firmenjubiläum. Aus diesem Anlass wurde ein neu ausgelieferter Airbus A320-200 mit einer Retrobemalung im Stil der 1960er-Jahre versehen. Im Jahr 2011 erzielte Aer Lingus einen operativen Gewinn von 49,1 Millionen Euro und steigerte die Passagierzahlen um 1,8 Prozent auf 9,51 Millionen.
Am 19. Juni 2012 gab Ryanair bekannt, einen dritten Anlauf zur Übernahme von Aer Lingus unternehmen zu wollen. Insgesamt bot man 694 Millionen Euro für die Gesellschaft. Hinsichtlich wettbewerbsrechtlicher Bedenken, die den Übernahmeversuch 2006/2007 letztlich verhinderten, wies man unter anderem auf die Übernahme von British Midland Airways durch die International Airlines Group hin, die von den Behörden genehmigt wurde. Am darauffolgenden Tag veröffentlichte Aer Lingus eine Presseerklärung, in der man das Ryanair-Angebot ablehnte. Zur Begründung erklärte man, dass Ryanairs Angebot angesichts der Profitabilität von Aer Lingus sowie der vorhandenen Barreserven von über 1 Milliarde Euro zu niedrig sei. Darüber hinaus verwies man auch auf wettbewerbsrechtliche Zweifel. Genannt wurde sowohl die Entscheidung der EU-Kommission zum ersten Übernahmeversuch, als auch die noch laufende Untersuchung des Anteils von 29,82 Prozent von Ryanair an Aer Lingus durch die britischen Wettbewerbsbehörden. Am 27. Februar 2013 untersagte die EU-Kommission nach der EU‑Fusionskontrollverordnung die Übernahme durch Ryanair ein weiteres Mal, da der Wettbewerb auf 46 Strecken behindert werden würde.
Im 3. Quartal 2012 schloss Aer Lingus sowohl ein Codeshare- als auch ein Interline-Abkommen mit Etihad Airways ab. Aer Lingus hat seitdem auch Zugang zu Zielen im Mittleren Osten, in Asien, der Pazifikregion und Australien.
Ab März 2013 betrieb Aer Lingus für Virgin Atlantic in deren Markenauftritt mit Airbus A320-200 Zubringerflüge von London-Heathrow nach Manchester, Edinburgh und Aberdeen. Die Flüge wurden bis März bzw. September 2015 wieder eingestellt.
Im August 2013 wurde Ryanair durch die britische Wettbewerbsbehörde dazu verpflichtet, ihren Anteil an Aer Lingus von knapp 30 auf 5 Prozent zu senken. Dies macht nach mehreren gescheiterten Versuchen einen weiteren Anlauf zur Übernahme unwahrscheinlich. Bereits im Juli 2013 hatte Ryanair angekündigt, seine Anteile an Aer Lingus abgeben zu wollen, allerdings bevorzugt an interessierte Fluggesellschaften aus der EU. Letzteres untersagten die britischen Wettbewerbshüter nun ebenfalls. Der Chef von Ryanair, Michael O’Leary, kündigte umgehend Berufung gegen die Entscheidung an.
Nach dem Wechsel des Deutschen Christoph Müller zu Malaysia Airlines wurde zum 1. März 2015 der bisherige Chief Strategy & Planning Officer Stephen Kavanagh Leiter von Aer Lingus.
Am 26. Mai 2015 gab die irische Regierung bekannt, dass sie ihren Anteil an Aer Lingus in Höhe von 25,11 Prozent für ca. 1,4 Milliarden Euro an die International Airlines Group verkaufen wolle, nachdem IAG ihr bisheriges Angebot erhöht und Zusicherungen bei den Verbindungen zwischen Dublin und London für sieben Jahre gemacht hatte. Für IAG ist eine Voraussetzung, dass der Handel zustande kommt, dass Ryanair seinen Anteil von 29,82 Prozent ebenfalls der IAG verkauft. Für die IAG sind besonders Aer Lingus’ Start- und Landerechte in London-Heathrow interessant. Am 10. Juli 2015 gab Ryanair bekannt, sich nicht gegen eine Übernahme zu sperren. Vier Tage später gab auch die Europäische Kommission ihre Zustimmung unter einer Reihe von Auflagen. So sollen die Unternehmen Start- oder Landerechte am Flughafen London-Gatwick abgeben, damit es weiterhin genug Konkurrenz auf den Strecken London–Dublin und London–Belfast gibt. Für Langstrecken-Passagiere konkurrierender Fluggesellschaften muss Aer Lingus weiter Zubringerflüge ab London-Heathrow, London-Gatwick, Manchester, Amsterdam, Shannon und Dublin anbieten. Mit Stand September 2015 befinden sich 98,05 % im Besitz der IAG; 1,95 % im Streubesitz.
Am 17. Januar 2019 enthüllte Aer Lingus ein neues Markenlogo und eine neue Bemalung. Das neue Logo besteht aus einer neuen Schrift, einem aktualisierten Kleeblatt und einem neuen Farbschema. Die neue Bemalung besteht aus einem weißen Rumpf und blaugrünen Triebwerken und Heck. Alle Flugzeuge sollen bis 2021 diese Bemalung tragen.

## Flugziele
Aer Lingus bedient hauptsächlich Städte, saisonal auch Urlaubsziele, innerhalb Europas sowie in Nordamerika und dem Nahen Osten.
Im deutschsprachigen Raum werden Berlin-Brandenburg, Düsseldorf, Frankfurt, Hamburg und München in Deutschland angeflogen. In Österreich sind Wien und in der Schweiz Genf und Zürich Ziele.
Codesharing
Codeshare-Abkommen bestehen mit British Airways, Etihad Airways, KLM, jetBlue, Stobart Air und United Airlines. Geplant ist auch ein Abkommen mit der irischen Billigfluggesellschaft Ryanair.

## Flotte

### Aktuelle Flotte
Mit Stand April 2025 besteht die Flotte der Aer Lingus aus 57 Flugzeugen mit einem Durchschnittsalter von 12,6 Jahren:
| Flugzeugtyp     | Anzahl | bestellt | Anmerkungen | Sitzplätze (Business/Economy)          | Durchschnittsalter |
| --------------- | ------ | -------- | ----------- | -------------------------------------- | ------------------ |
| Airbus A320-200 | 27     |          |             | 174 (—/174)                            | 18,2 Jahre         |
| Airbus A320neo  | 07     | 1        |             | 184 (4/180)                            | 01,7 Jahre         |
| Airbus A321LR   | 08     |          |             | 184 (16/168)                           | 03,9 Jahre         |
| Airbus A321XLR  | 02     | 4        |             | 184 (16/168)                           | 03,9 Jahre         |
| Airbus A330-200 | 03     |          |             | 266 (23/243) 271 (23/248) 260 (24/236) | 21,8 Jahre         |
| Airbus A330-300 | 10     |          |             | 317 (30/287)                           | 11,3 Jahre         |
| Gesamt          | 57     | 5        |             |                                        | 12,6 Jahre         |

Des Weiteren besitzt Aer Lingus eine De Havilland Dragon, die anlässlich des fünfzigsten Jubiläums der Fluggesellschaft 1986 gekauft wurde. Diese wird für Rundflüge und auf Flugshows eingesetzt.
Weitere 18 ATR 72-600 werden von Emerald Airlines und Emerald Airlines UK unter dem Markennamen Aer Lingus Regional betrieben. Weitere 2 Flugzeuge werden von der Tochtergesellschaft Aer Lingus UK betrieben.

### Aktuelle Sonderbemalungen

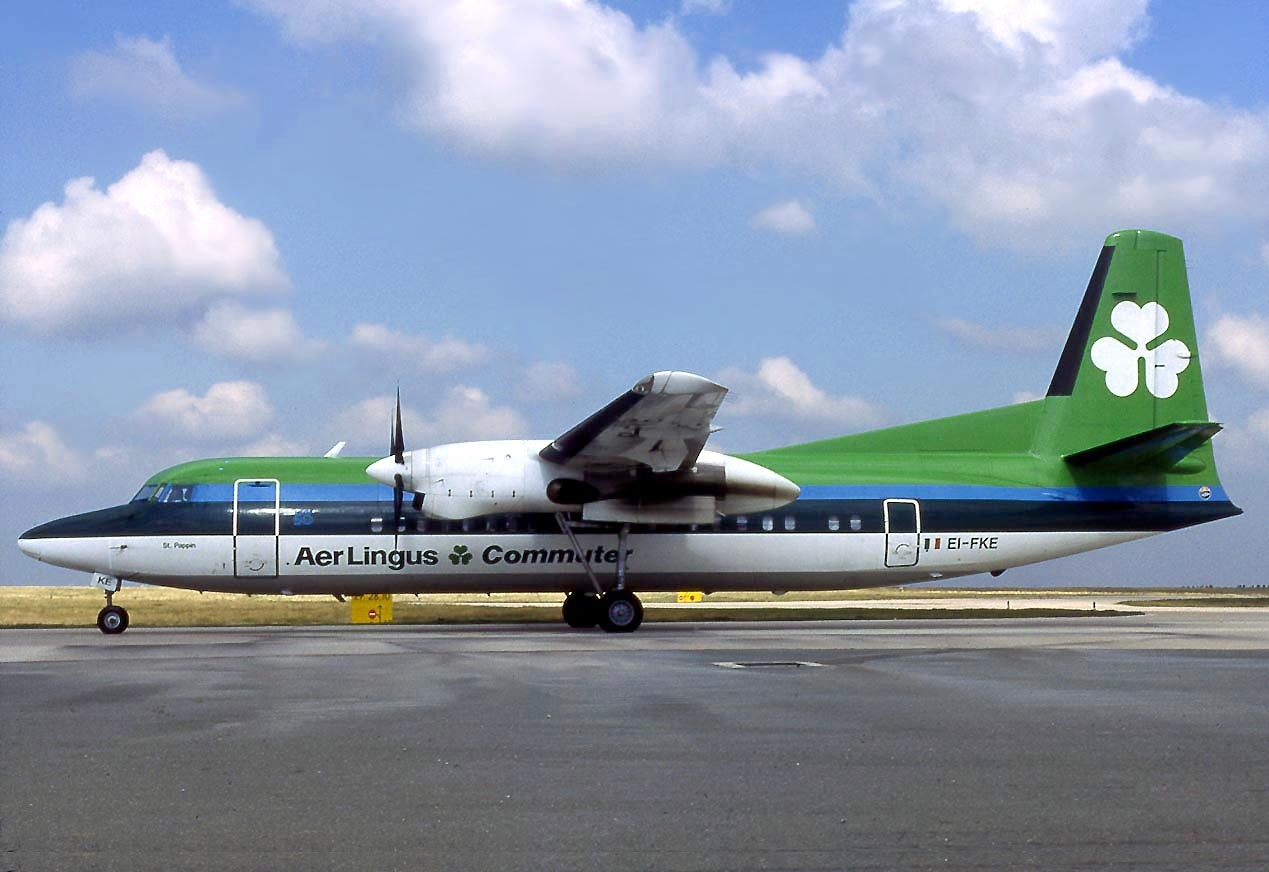
Fokker 50 der Aer Lingus im Jahr 1995

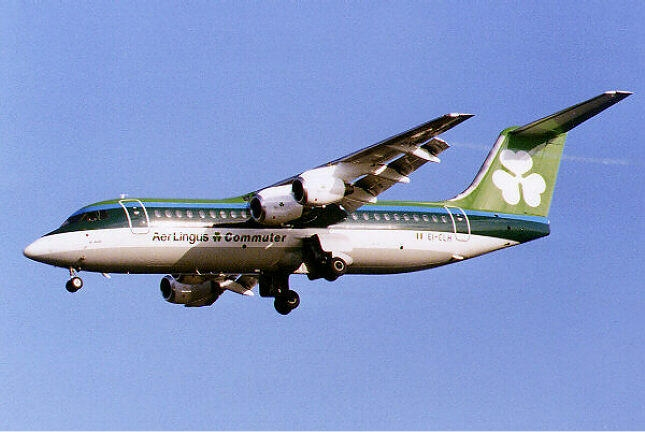
BAe 146-300 der Aer Lingus im Jahr 1995

| Flugzeugtyp     | Luftfahrzeugkennzeichen | Bemalung           | Zeitraum          | Bild |
| --------------- | ----------------------- | ------------------ | ----------------- | --- |
| Airbus A320-200 | EI-DEG                  | „Irish Rugby Team“ | seit Februar 2024 | Bild gesucht Die Wikipedia wünscht sich an dieser Stelle ein Bild. Weitere Infos zum Motiv findest du vielleicht auf der Diskussionsseite . Falls du dabei helfen möchtest, erklärt die Anleitung , wie das geht. |
| Airbus A320-200 | EI-DVM                  | „1970s retro“      | seit März 2011    | |

### Ehemalige Flugzeugtypen
In der Vergangenheit setzte Aer Lingus unter anderem folgende Flugzeugtypen ein:
- Airbus A319-100
- Airbus A321-200
- Airspeed AS 65 Consul
- Aviation Traders ATL-98
- BAC 1-11
- BAe 146-200/300
- BAe Avro RJ85
- Boeing 707-300C
- Boeing 720
- Boeing 737-200/300/400/500
- Boeing 747-100
- Boeing 757-200
- Boeing 767-200ER/300ER
- Bristol 170 Freighter
- De Havilland DH.84 Dragon
- Douglas DC-3
- Fokker 50
- Lockheed L-1011 TriStar
- Lockheed Super Constellation
- McDonnell Douglas MD-11
- Saab 340
- Vickers Viking
- Vickers Viscount

## Zwischenfälle
Von 1946 bis Juni 2022 kam es bei Aer Lingus zu sieben Totalschäden von Flugzeugen. Bei drei davon kamen 87 Menschen ums Leben. Vollständige Liste:

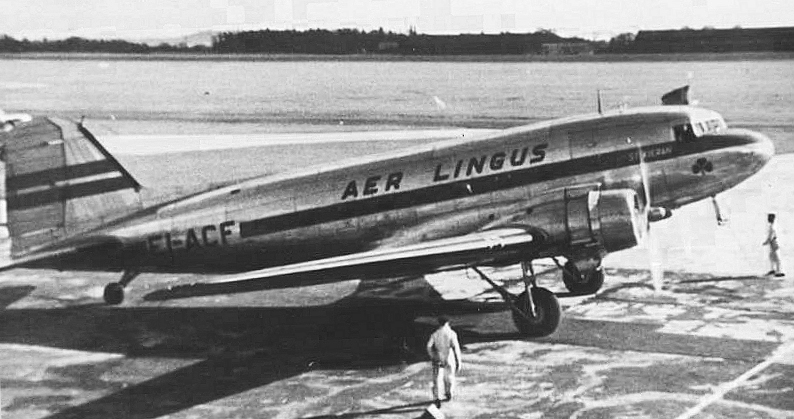
Douglas DC-3 der Aer Lingus im Jahr 1949, baugleich mit den 1946, 1952 und 1953 verunglückten

- Am 18. Juni 1946 kam es bei einer Douglas DC-3-268B der Aer Lingus (Luftfahrzeugkennzeichen EI-ACA) kurz nach dem Start vom Flughafen Shannon (Irland) zu einem Motorbrand am Triebwerk Nr. 1 (links). Die Piloten waren gezwungen, 1600 Meter vom Startflugplatz entfernt eine Notlandung in sumpfigem Gelände durchzuführen. Alle 19 Insassen, vier Besatzungsmitglieder und 15 Passagiere, überlebten den Unfall. Das Flugzeug wurde irreparabel beschädigt.[42]

- Am 10. Januar 1952 stürzte eine Douglas DC-3/C-47B der Aer Lingus (EI-AFL) auf dem Weg vom Flughafen London-Northolt nach Dublin ab. Alle 23 Insassen, 20 Passagiere und drei Besatzungsmitglieder, kamen ums Leben. Wahrscheinliche Ursache waren extrem starke Abwinde auf der Leeseite des Berges Snowdon.[43]

- Am 1. Januar 1953 kam es bei einer Douglas DC-3D der Aer Lingus (EI-ACF) zu einem fast gleichzeitigen Ausfall beider Triebwerke. Die Maschine war auf dem Flug von Dublin nach Birmingham. Die Piloten führten eine Notlandung bei Spernall (Warwickshire, Vereinigtes Königreich) durch. Der doppelte Motorausfall war durch eine fehlerhafte, durch die Piloten nicht erkannte Tankschaltung ausgelöst worden. Die Maschine wurde irreparabel beschädigt. Alle 25 Insassen, drei Besatzungsmitglieder und 22 Passagiere, überlebten den Unfall.[44]

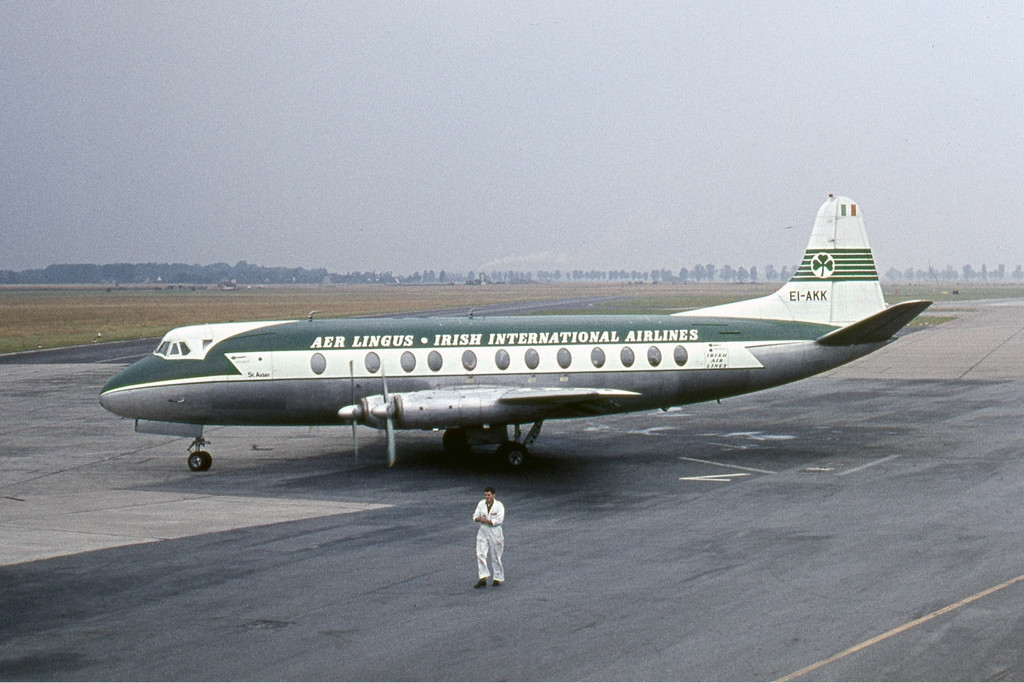
Die 1967 verunglückte Vickers Viscount EI-AKK der Aer Lingus im Jahr 1964

- Am 22. Juni 1967 verunglückte eine Vickers Viscount 803 (EI-AOF) während eines Pilotentrainings 15 Kilometer nordwestlich des Flughafens Dublin. Die Maschine stürzte, vermutlich aufgrund eines Strömungsabrisses, aus geringer Höhe ab. Alle drei Piloten an Bord kamen ums Leben.[45]

- Am 21. September 1967 verunglückte eine weitere Vickers Viscount 808 der Aer Lingus (EI-AKK) bei der Landung auf dem Flughafen Bristol-Lulsgate (Vereinigtes Königreich). Das rechte Tragflächenende und der Propeller des Triebwerks Nr. 4 schlugen auf der Landebahn auf, woraufhin der Kapitän einen Durchstartversuch einleitete. Als er Hindernisse voraus bemerkte, brach er diesen Versuch wieder ab und fuhr das Fahrwerk ein, woraufhin das Flugzeug auf dem Bauch bis zu einem Zaun rutschte. Alle 21 Insassen, die vier Besatzungsmitglieder und 17 Passagiere, überlebten. Das Flugzeug wurde irreparabel beschädigt.[46]

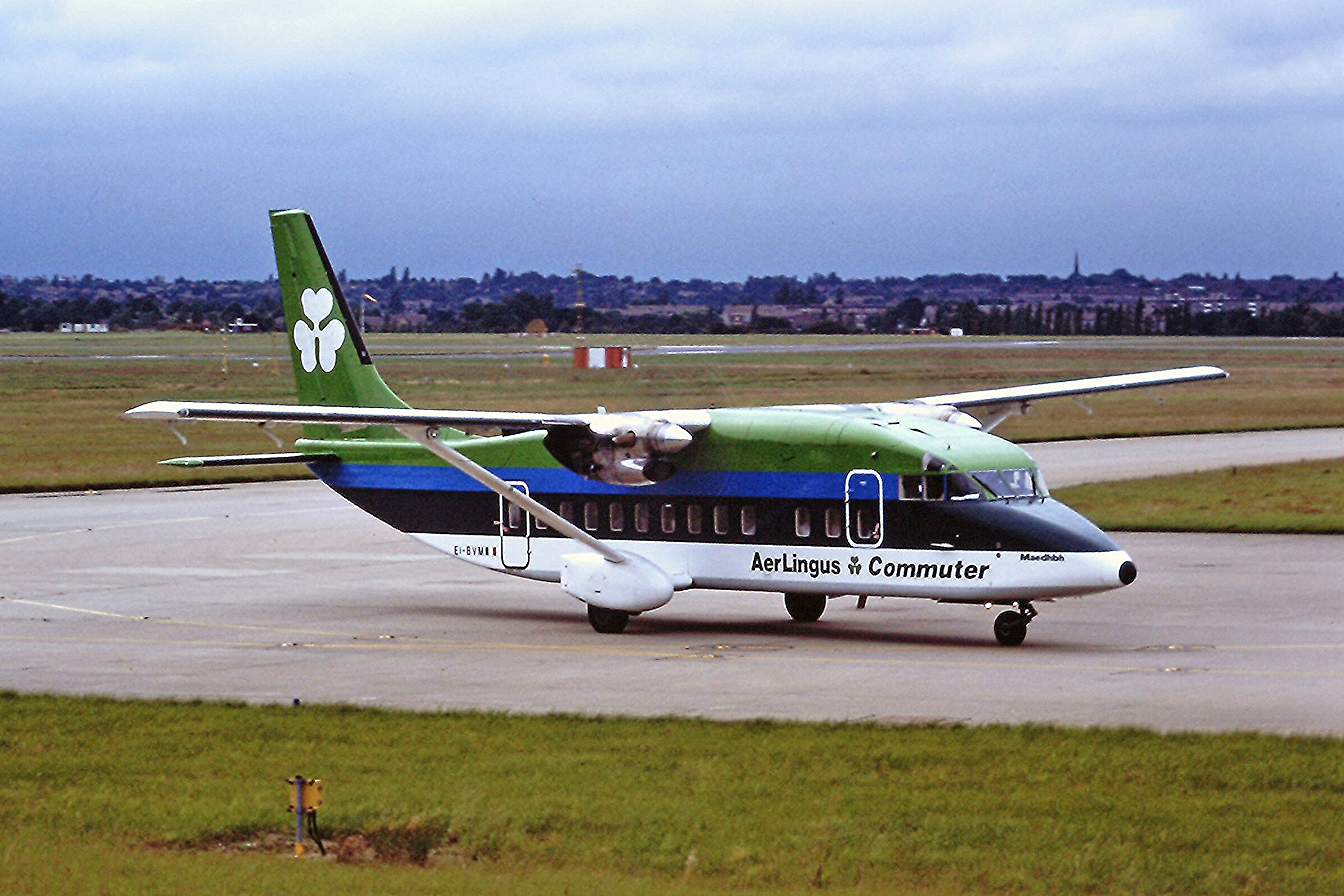
Eine Short 360 der Aer Lingus im Jahr 1988, baugleich mit der 1986 verunglückten Maschine

- Am 24. März 1968 stürzte eine weitere Vickers Viscount 803 der Aer Lingus (EI-AOM) auf dem Flug von Cork nach London 3,1 Kilometer nordöstlich der irischen Insel Tuskar Rock ins Meer. Die Absturzursache konnte nie geklärt werden. Alle 61 Insassen, 57 Passagiere und vier Besatzungsmitglieder, kamen dabei ums Leben (siehe auch Aer-Lingus-Flug 712).[47]

- Am 31. Januar 1986 verunglückte eine Short 360-100 der Aer Lingus (EI-BEM) im Anflug auf den Flughafen East Midlands (Vereinigtes Königreich). Durch extreme Vereisung kam es zum teilweisen Kontrollverlust, so dass die Maschine 3,5 Kilometer westlich des Flughafens mit zwei Starkstromkabeln kollidierte und in einem kleinen Wald zum Liegen kam. Das Flugzeug wurde irreparabel beschädigt, aber alle 36 Insassen, drei Besatzungsmitglieder und 33 Passagiere, überlebten den Unfall.[48]

## Trivia
- Aer Lingus war die erste Fluggesellschaft der Welt, die Mitte der 1980er-Jahre alle drei Varianten der zweiten Generation der Boeing 737 (737-300/-400/-500) betrieb.
- Von 1965 bis 1997 war Aer Lingus Sponsor der Aer Lingus Young Scientist Exhibition, die inzwischen von einer Unterorganisation der British Telecommunications getragen wird.
- Bis 1970 beschäftigte Aer Lingus nur ledige Stewardessen. Heiratete eine Flugbegleiterin, musste sie das Unternehmen verlassen. Erst ab 1978 wurde auch männliches Kabinenpersonal eingestellt. Später war Aer Lingus die zweite europäische Gesellschaft, die weibliche Piloten, und die erste weltweit, die eine Frau als Chefpilotin beschäftigte.